# Bacteracris antennata
Bacteracris antennata är en insektsart som beskrevs av Vitaly Michailovitsh Dirsh 1956. Bacteracris antennata ingår i släktet Bacteracris och familjen Lentulidae. Inga underarter finns listade i Catalogue of Life.